# Навуз (Люблінське воєводство)
Навуз (пол. Nawóz) — село в Польщі, у гміні Неліш Замойського повіту Люблінського воєводства.
Населення — 458 осіб (2011).
У 1975—1998 роках село належало до Замойського воєводства.

## Демографія
Демографічна структура станом на 31 березня 2011 року:
|          | Загалом | Допрацездатний вік | Працездатний вік | Постпрацездатний вік |
| -------- | ------- | ------------------ | ---------------- | -------------------- |
| Чоловіки | 220     | 44                 | 133              | 43                   |
| Жінки    | 238     | 41                 | 114              | 83                   |
| Разом    | 458     | 85                 | 247              | 126                  |